# Warped Tour 2012
Die Warped Tour 2012 war die 18. Austragung des Musikfestivals Warped Tour, welche zwischen dem 16. Juni 2012 und dem 5. August 2012 in Nordamerika stattfand. Bei der insgesamt 41 Konzerte umfassenden Festival-Tournee traten 130 Künstler auf. Davon spielten einige Gruppen auf der kompletten Tournee, manche indes waren lediglich auf ausgewählten Konzerten der Konzertreise zu sehen.
Im März 2012 wurde zudem angekündigt, dass die Tournee zum ersten Mal nach 14 Jahren wieder Station in Europa machen würde. Dieses Konzert mit 28 auftretenden Künstlern fand allerdings nur im Vereinigten Königreich statt. Zuletzt fand die Warped Tour 1999 nach Europa. 2013 wurde die Austragung weiter ausgebaut.

## Tourneeverlauf
Am 11. Oktober 2011 wurden die Tourdaten für die 18. Auflage der Warped Tour bekanntgegeben. Die Konzertreise startete demnach am 16. Juni 2012 in Salt Lake City, Utah und endete am 5. August 2012 in Portland, Oregon. Die exakten Veranstaltungszentren waren zu diesem Zeitpunkt indes noch unbekannt. Am 16. März 2012 wurden die genauen Veranstaltungsorte der Tournee bekanntgegeben. Eine Vorparty fand bereits am 29. März 2012 im Club Nokia in Los Angeles statt.
Die teilnehmenden Künstler wurden in mehreren „Ankündigungswellen“ bestätigt. Auf der Hauptbühne spielten All Time Low, The Used, New Found Glory, Miss May I, Taking Back Sunday, Of Mice & Men, Anti-Flag, Falling in Reverse, Four Year Strong, Pierce the Veil, Yellowcard, We the Kings und Streetlight Manifesto.
Laut dem US-amerikanischen Musikmagazin Billboard landete die Warped Tour auf Platz 3 der meistvertriebenen Tickets in Kalifornien. Bei den vier Konzerten der Konzertreise in dem US-amerikanischen Bundesstaat konnten insgesamt 63,385 Eintrittskarten verkauft werden, was einen Umsatz von ungefähr 2,2 Millionen USD entspricht. Ein Konzert war demnach ausverkauft. Lediglich Roger Waters und Kenny Chesney (mit Tim McGraw) konnten mehr Tickets absetzen und einen höheren Gewinn erzielen.
Am 15. Juli 2012 verstarb in Toronto eine Festivalbesucherin während eines Auftrittes der Band Chelsea Grin. Als mögliche Todesursachen wurden Dehydratation und ein Hitzschlag genannt.
Auch wurde eine Warped-Tour-Show in London, Vereinigtes Königreich für den November angekündigt. Es war der erste Auftritt der Tournee in Europa nach 13 Jahren. Zuletzt war die Konzertreise in den Jahren 1996 und 1999 in Europa unterwegs. 1999 war dies im Rahmen des Reading and Leeds Festivals der Fall. Das Event war nach wenigen Monaten restlos ausverkauft. Ungefähr 10.000 Besucher wurden im Alexandra Palace erwartet. Zwischen dem 4. und 9. November fanden sechs Konzerte unter dem Namen Road to Warped Tour UK mit Less Than Jake, New Found Glory, The Story So Far und Man Overboard in Manchester, Nottingham, Leeds, Glasgow, Norwich und Cardiff statt.

## Warped Tour Roadies und Kompilation
Am 3. Dezember 2012, kurz nach dem Ende der europäischen Austragung der Warped Tour in London, wurde angekündigt, dass eine Dokumentation über die Warped Tour gedreht wurde. Diese heißt Warped Tour Roadies und zeigt unter anderem die Organisation hinter den Kulissen der Konzertreise. Die erste Staffel umfasst zehn Episoden und wurde lediglich in Nordamerika über Fuse TV ausgestrahlt.
Zudem wurde eine Kompilations-CD mit einzelnen Stücken mehrerer Teilnehmer der diesjährigen Warped Tour herausgebracht. Diese war unter anderem als Beilage des Alternative Press für die Käufer eines Jahres-Abos erhältlich.

## Rezeption
Laut Kathleen Creighton vom Examiner machte die Warped Tour 2012 bereits das vierte Mal in Folge Station in Hartford, Connecticut. Laut der Kritikerin war die Organisation (für sie persönlich) anders als in den vergangenen Jahren und etwas verwirrend: Es gab zwei Hauptbühnen, welche so gelegt waren, dass die Zuschauer immer Teile eines Auftrittes verpassten. Die Künstler auf der Akustikbühne hatten demnach Probleme gehört zu werden, da die Bühne zwischen einer der Hauptbühnen, der KIA Rio und der Monster Energy Bühne gelegen war. Alles in allem sei der Festivaltag dennoch positiv verlaufen.
Marry Bonney schrieb in ihrem Musikblog LA Music Blog, dass die Warped Tour das Beste der nationalen Punkszene präsentiere und das Kevin Lyman (der Gründer und Organisator der Tournee) es jährlich schwerer haben wird, den Erfolg der vergangenen Jahre zu toppen. Laut der Kritikerin waren mindestens 16,000 Besucher in Pomona, Kalifornien gezählt worden. Richard Noel von der Phoenix New Times indes war von dem Veranstaltungszentrum in Glendale in der Nähe von Phoenix im Bundesstaat Arizona, dem Camelbank Ranch Baseball Stadium, wenig begeistert. Er ist der Meinung, dass die Location nicht geeignet und schlecht ausgestattet sei, um eine solch große Menschenmasse zu beherbergen. Zudem beschrieb er die dort herrschenden Außentemperaturen als gefährlich; ein Tunnel, welcher die Verbindung zwischen den Bühnen darstellte, war aufgrund der Hitze überfüllt gewesen.
Jon Pareles von den New York Times schrieb, dass sich die Warped Tour in den Anfangsjahren um die Punkszene mit ihren Untergenres Ska und Hardcore Punk, aber auch um Thrash Metal drehte. Inzwischen finden sich vereinzelt auch Hip-Hop-Künstler auf dem Billing wieder. Lobend hob der Kritiker den Auftritt der Band Sleeping with Sirens hervor, welche 2012 erstmals an der Warped Tour teilnahm und direkt auf einer der beiden Hauptbühnen spielte. Brandon Marshall von den Mountain Weekly News schrieb lobend über die Möglichkeit, sich den ganzen Tag kostenfrei mit Mineralwasser zu versorgen. Dies war vorher nicht möglich gewesen. Auch bestand die Möglichkeit Wasser bei den lokalen Locations zu kaufen. Die Tournee arbeitete in diesem Jahr mit weiteren Locations zusammen.

## Besetzung

### Nordamerika
| KIA Rio Stage - All Time Low - Anti-Flag (16.6–15.7.) - Breathe Carolina - Four Year Strong - New Found Glory - Rise Against (5.–9.7.) - We the Kings - Yellowcard | KIA Soul Stage - Blood on the Dance Floor (10.7.–15.8.) - Falling in Reverse (16.6.–12.7./15.7.–5.8.) - Miss May I - Of Mice & Men - Pierce the Veil - Streetlight Manifesto - Taking Back Sunday - The Used (16.6.–15.7.) | Monster Energy Stage - Blessthefall - Chelsea Grin - Every Time I Die - For Today - Mayday Parade - Memphis May Fire - Motionless in White - Rise to Remain - Sleeping with Sirens - The Ghost Inside - Title Fight (16.6.–18.7./23.7.–5.8.) - Vampires Everywhere! - You Me at Six (16.6.–22.7.) |

| Tilly´s Stage - A Loss for Words - Bayside (16.6–30.7.) - Funeral Party - Hyro Da Hero (16.6.–15.7.) - I Am the Avalanche (16.6.–3.7.) - I Fight Dragons - Justine (17.7.–24.7.) - Lostprophets (12.7.–5.8.) - Machine Gun Kelly (9.7.–5.8.) - Man Overboard - Oh No Fiasco (25.7.–5.8.) - Polar Bear Club - Senses Fail - Vanna - Wax (16.6.−9.7.) - We Are the In Crowd | House of Marly Stage - Amyst (24.7.–1.8.) - Ballyhoo! - Champagne Champagne - Dustin Jones & The Rising Tide (17.7.–22.7.) - Echo Moment - Emily´s Army (5.7.–15.7.) - G-Eazy - Mod Sun - Neo Geo (16.6.–3.7.) - Stepdad - T. Mills - The Constellations - The Green - Tomorrows Bad Seeds | Erny Ball Stage - Born of Osiris - CatchingYourCloud (22.6./24.6./27.6.) - Chunk! No, Captain Chunk! - Cold Forty Three (7.–20.7.) - Danielle Barbe - Fireworks - Iwrestledabearonce - June Divided (22.–28.7.) - Sleepwalker (20.–28.6.) - Taylor Thrash (29.6.–6.7.) - The Scissors (7.7./30.7–1.8.) - Transit |

| Kevin Says Stage - After the Burial - Bangups (5.–18.7.) - Captain Capa (15.7.–5.8.) - Corrin Campbell (8.7./20.–25.7.) - Dead Sara (16.6.–1.8.) - Divided by Friday (16.6.–3.7.) - False Puppet (24.6.) - Hostage Calm (19.7.–5.8.) - I Call Fives (19.7.–5.8.) - Impending Doom (16.6.–3.7.) - It Boys! (16.6.–3.7.) - Larry and His Flask (4.–5.8.) - Little Big Horn (3.7.) - Living with Lions (16.6.–3.7.) - Lost in Society (5.−18.7.) - Make Do and Mend - Matt Toka - Mighty Mongo (19.7.–5.8.) - New Empire (5.–18.7.) - Railroad to Alaska (21.–27.6.) - Sick of Sarah (19.7.–5.8.) - Skip the Foreplay - Slatr (21.–27.6.) - Super Water Sympathy (5.–18.7.) - Ten Second Epic (16.6.–3.7.) - Tenafly Viper (11.7.) - The Darlings (19.7.–5.8.) - The Jukebox Romantics (16.6.–3.7.) - The Nearly Deads (24.–31.7.) - The Silver Comet - They All Float (15.7./21.–22.7.) - Tonight Alive - Twin Atlantic (10.7.–5.8.) - We Are the Ocean (16.6.–18.7.) | Acoustic Basement - A Loss for Words - American Opera (11.7.) - Anthony Ranieri von Bayside (16.6.–30.7.) - Brian Marquis - Chuck Ragan (19.–29.7.) - Corrin Campbell (21.–28.6.) - Into It. Over It. (16.6.–7.7.) - James Morris (27.6.) - Joey Briggs (16.–17.6./1.8.) - Kate Morgan (4.–5.8.) - Kristopher Roe (16.6.–3.7.) - Listener (10.7.) - Man Overboard (12.–13.7.) - Mansions (4.8.) - Mariko (17.7./21.7.) - Mike Herrera (21.–23.7.) - Owen Plant (5.7.–5.8.) - Palmer Reed (27.7.) - Rocky Votolato (8.7.–5.8.) - Say Hello to Angels (30.6.–3.7.) - Tess Dunn (23.6.) - The Architects (9.7.) - The Blacklist Royals (30.–31.7.) - The Company We Keep (6.–8.7) - Transit - Vinnie Caruana von I Am the Avalanche (16.6.–3.7.) | Silent Disco - Tony D'Angelo - Wick-It The Instigator (16.6.–13.7./17.7.–5.8.) - Young London |

### Europa
| Monster Energy West und East Stages (2 Bühnen) - 3Oh3! - Architects - Awolnation - Breathe Carolina - Bring Me the Horizon - Family Force 5 - It Boys! - Lostprophets - New Found Glory - The Story So Far - The Used | Jägermeister Stage - A Loss for Words - A Skylit Drive - The Acacia Strain - Blood on the Dance Floor - Bowling for Soup - Funeral for a Friend - Taking Back Sunday - The Indecent - Less Than Jake - Man Overboard | Kevin Says Stage - Bury Tomorrow - Crossfaith - Dead Sara - Me vs Hero - Middle Finger Salute - Geheim-Künstler (wurde am Festivaltag angekündigt) - Motionless in White - Taking Hayley - Yashin |

## Tourdaten

### Nordamerika
| Datum           | Stadt            | Land               | Veranstaltungsort                          |
| --------------- | ---------------- | ------------------ | ------------------------------------------ |
| 16. Juni 2012   | Salt Lake City   | Vereinigte Staaten | Utah State Fairpark                        |
| 17. Juni 2012   | Denver           | Vereinigte Staaten | Sports Authority Field at Mile High        |
| 20. Juni 2012   | Paradise         | Vereinigte Staaten | Luxor Hotel Parking Lot                    |
| 21. Juni 2012   | Irvine           | Vereinigte Staaten | Orange County Great Park                   |
| 22. Juni 2012   | Pomona           | Vereinigte Staaten | Pomona Fairplex                            |
| 23. Juni 2012   | San Francisco    | Vereinigte Staaten | AT&T Park                                  |
| 24. Juni 2012   | Ventura          | Vereinigte Staaten | Ventura County Fairgrounds                 |
| 27. Juni 2012   | Chula Vista      | Vereinigte Staaten | Sleep Train Amphitheatre                   |
| 28. Juni 2012   | Phoenix          | Vereinigte Staaten | Camelbank Ranch                            |
| 29. Juni 2012   | Las Cruces       | Vereinigte Staaten | New Mexico State University Practice Field |
| 30. Juni 2012   | San Antonio      | Vereinigte Staaten | AT&T Center                                |
| 01. Juli 2012   | Houston          | Vereinigte Staaten | Reliant Center                             |
| 03. Juli 2012   | Dallas           | Vereinigte Staaten | Gexa Energy Pavilion                       |
| 05. Juli 2012   | Maryland Heights | Vereinigte Staaten | Verizon Wireless Amphitheater              |
| 06. Juli 2012   | Auburn Hills     | Vereinigte Staaten | The Palace of Auburn Hills                 |
| 07. Juli 2012   | Tinley Park      | Vereinigte Staaten | First Midwest Bank Amphitheatre            |
| 08. Juli 2012   | Shakopee         | Vereinigte Staaten | Canterbury Park                            |
| 09. Juli 2012   | Bonner Springs   | Vereinigte Staaten | Sandstone Amphitheater                     |
| 10. Juli 2012   | Noblesville      | Vereinigte Staaten | Klipsch Music Center                       |
| 11. Juli 2012   | Cuyahoga Falls   | Vereinigte Staaten | Blossom Music Center                       |
| 12. Juli 2012   | Burgettstown     | Vereinigte Staaten | First Niagara Pavilion                     |
| 13. Juli        | Holmdel          | Vereinigte Staaten | PNC Bank Arts Center                       |
| 14. Juli 2012   | Montreal         | Kanada             | Parc Jean-Drapeau                          |
| 15. Juli 2012   | Toronto          | Kanada             | Molson Canadian Amphitheatre               |
| 17. Juli 2012   | Corfu            | Vereinigte Staaten | Darien Lake Performing Arts Center         |
| 18. Juli 2012   | Scranton         | Vereinigte Staaten | Toyota Pavilion at Montage Mountain        |
| 19. Juli 2012   | Mansfield        | Vereinigte Staaten | Comcast Center                             |
| 20. Juli 2012   | Camden           | Vereinigte Staaten | Susquehanna Bank Center                    |
| 21. Juli 2012   | Hempstead        | Vereinigte Staaten | Nassau Veterans Memorial Coliseum          |
| 22. Juli 2012   | Hartford         | Vereinigte Staaten | Comcast Theatre                            |
| 24. Juli 2012   | Columbia         | Vereinigte Staaten | Merriweather Post Pavilion                 |
| 25. Juli 2012   | Virginia Beach   | Vereinigte Staaten | Farm Bureau Live                           |
| 26. Juli 2012   | Atlanta          | Vereinigte Staaten | Aaron's Amphitheatre at Lakewood           |
| 27. Juli 2012   | Orlando          | Vereinigte Staaten | Central Florida Fairgrounds                |
| 28. Juli 2012   | West Palm Beach  | Vereinigte Staaten | Cruzan Amphitheatre                        |
| 29. Juli 2012   | Saint Petersburg | Vereinigte Staaten | Vinoy Park                                 |
| 30. Juli 2012   | Charlotte        | Vereinigte Staaten | Verizon Wireless Amphitheatre              |
| 31. Juli 2012   | Cincinnati       | Vereinigte Staaten | Riverbend Music Center                     |
| 01. August 2012 | Milwaukee        | Vereinigte Staaten | Marcus Amphitheater                        |
| 04. August 2012 | Auburn           | Vereinigte Staaten | White River Amphitheatre                   |
| 05. August 2012 | Portland         | Vereinigte Staaten | Rose Quarter Riverfront                    |

### Europa
| Datum             | Stadt  | Land                   | Veranstaltungsort |
| ----------------- | ------ | ---------------------- | ----------------- |
| 10. November 2012 | London | Vereinigtes Königreich | Alexandra Palace  |